# Christ's College

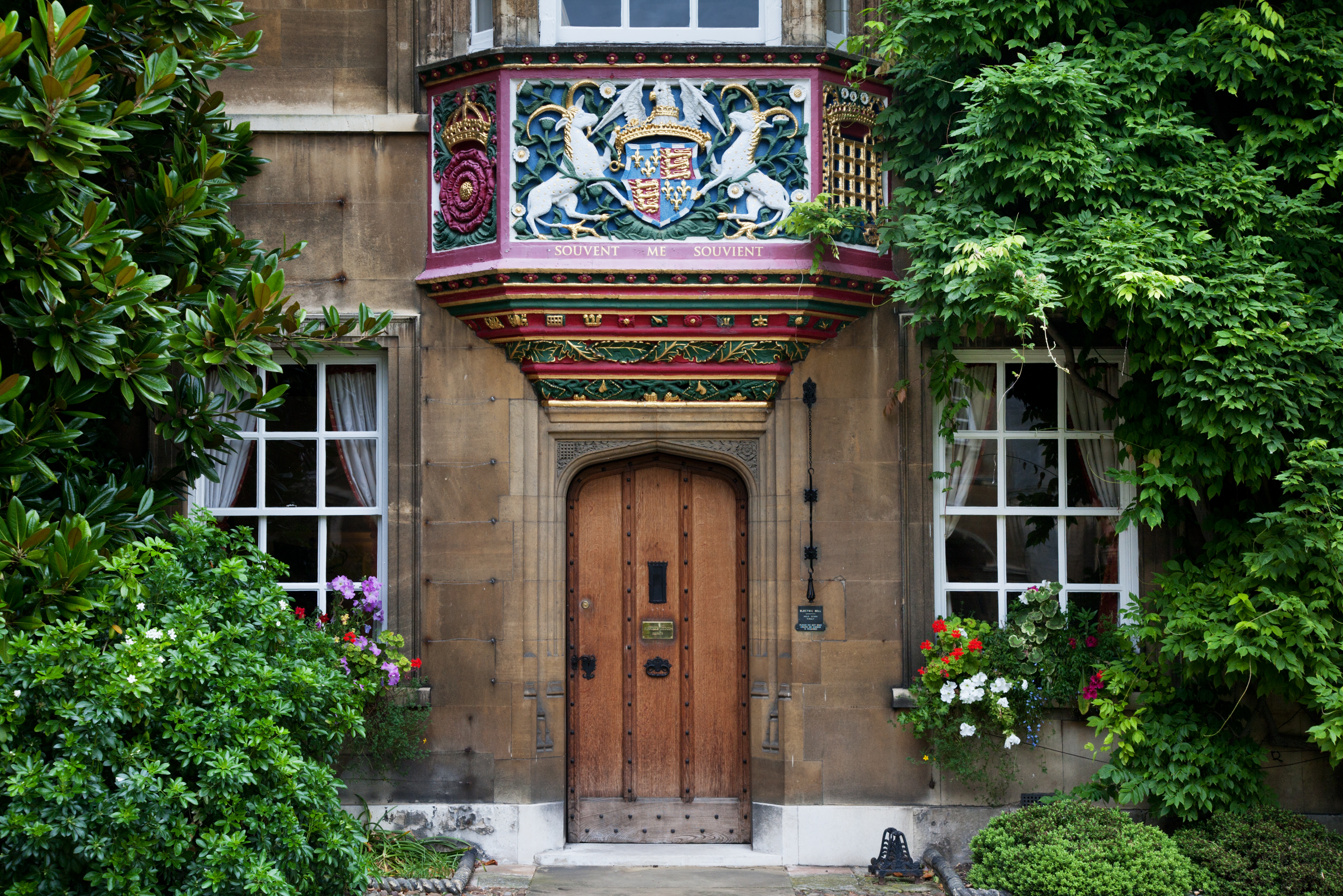
Christ's College.

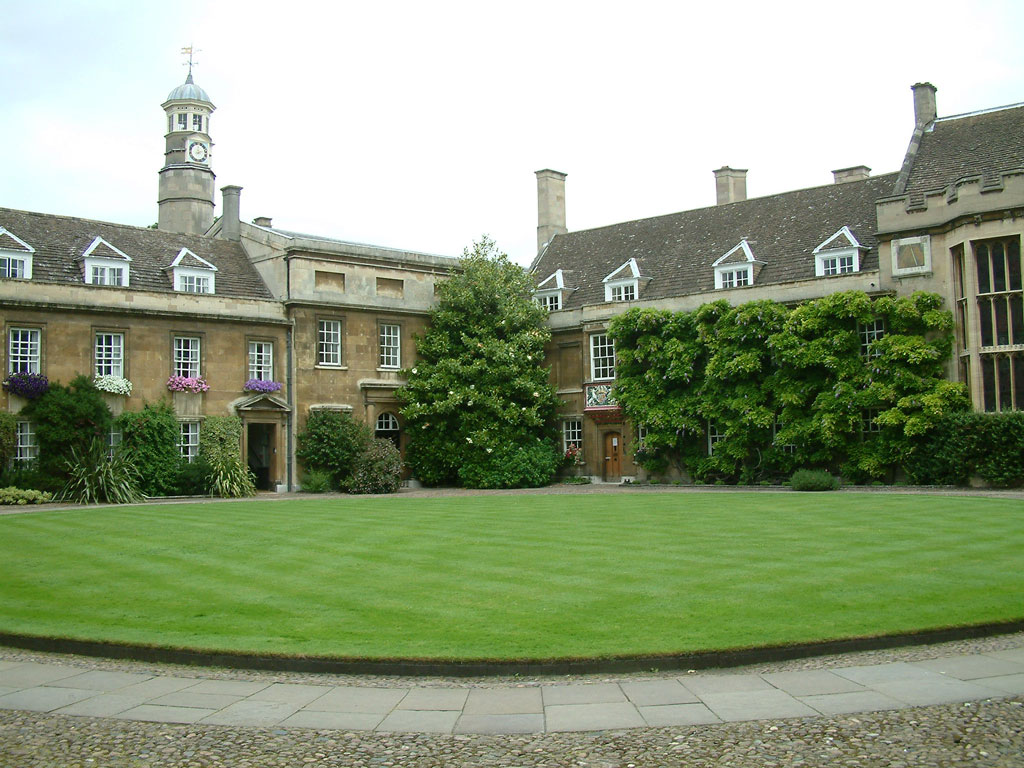
Uno de los patios del Christ's College.

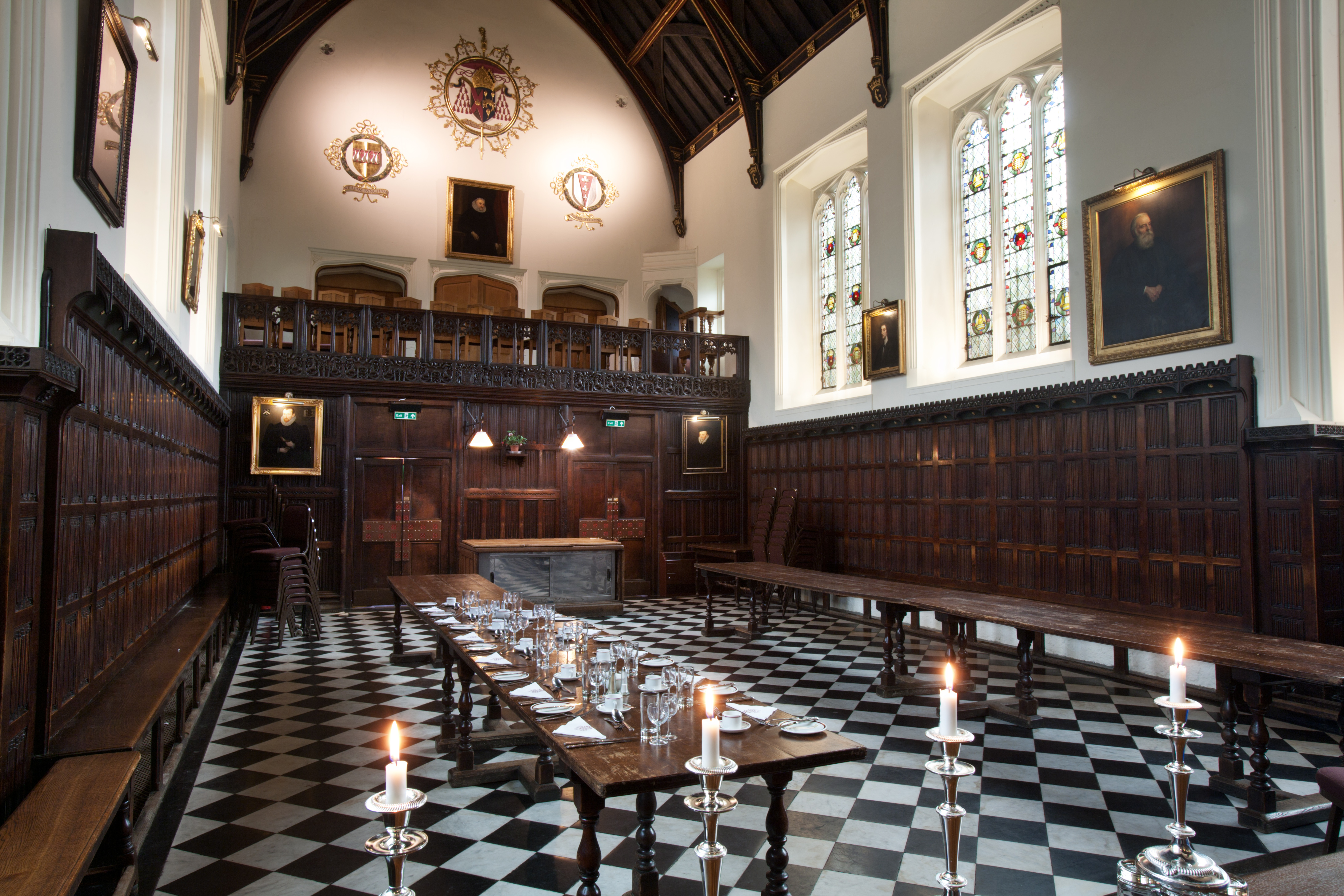
El salón comedor del Christ's College.

El Christ’s College es uno de los treinta y un colleges que forman parte de la Universidad de Cambridge, una de las universidades más antiguas y prestigiosas de Inglaterra.
El Christ’s College se derivó de lo que se denominaba God's House, fundado en 1437 y que ocupaba el lugar en el que ahora se encuentra el King's College (Cambridge). Obtuvo su primer permiso real en 1446, y se desplazó a su lugar actual en 1448, donde obtuvo un segundo permiso real.
Además de su nivel académico, que lo sitúa en lo más alto de la Tompkins Table (una lista anual que clasifica a los colleges de la Universidad de Cambridge), posee también un alto nivel en los deportes, como por ejemplo en rugby o fútbol.

## Alumnos famosos

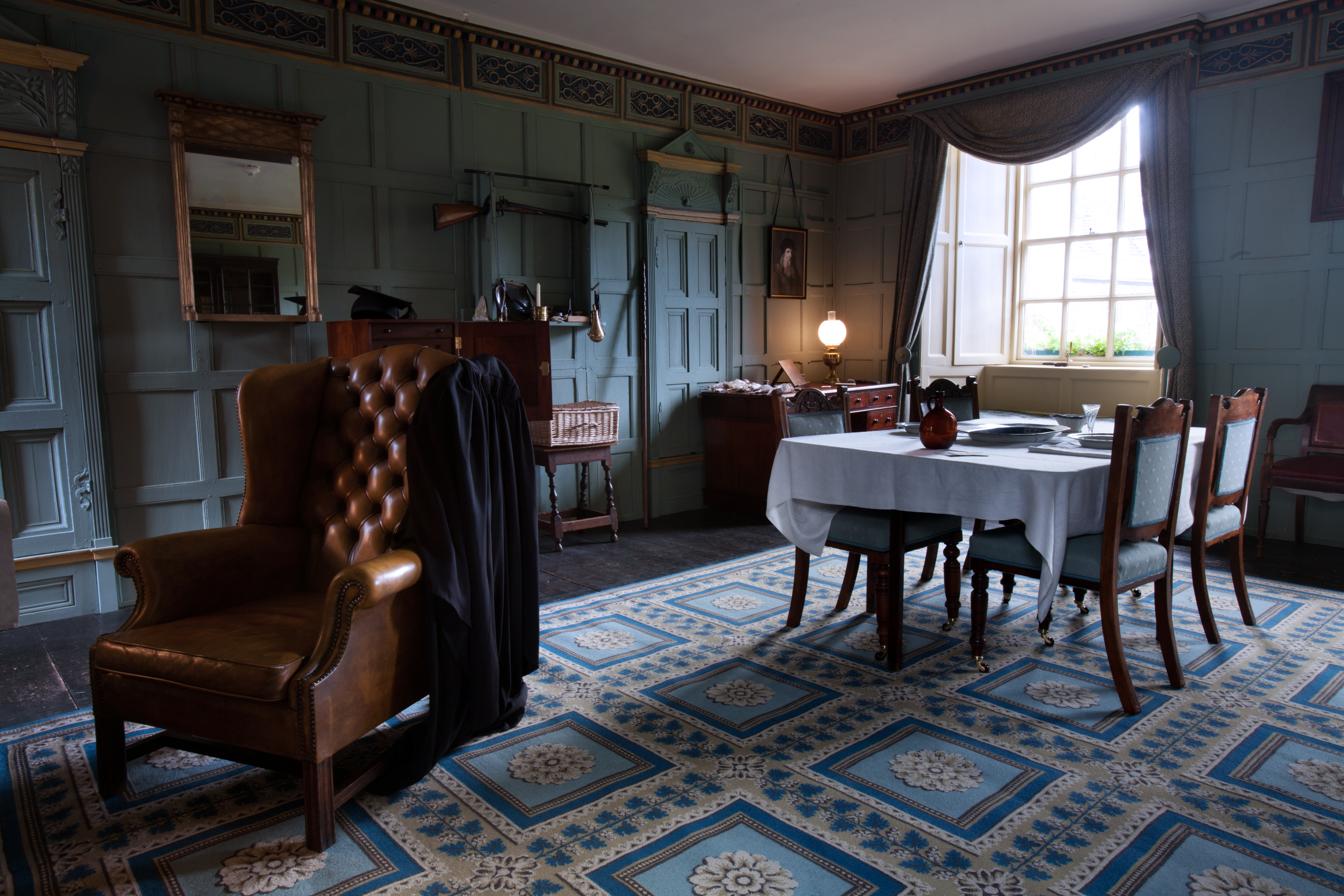
Habitación de Charles Darwin.

| Nombre                                    | Nacido en | Fallecido en | Ocupación                                                   |
| ----------------------------------------- | --------- | ------------ | ----------------------------------------------------------- |
| Sir Anthony Caro                          | 1924      | 2013         | Escultor                                                    |
| Sacha Baron Cohen                         | 1971      |              | Humorista                                                   |
| John James Cowperthwaite                  | 1916      | 2006         |                                                             |
| Charles Robert Darwin                     | 1809      | 1882         | Biólogo                                                     |
| Patrick Arthur Devlin, Baron Devlin       | 1905      | 1992         | Jurista                                                     |
| Colin Dexter                              | 1930      |              | Escritor, famoso por sus novelas del Inspector Morse.       |
| Edmund Grindal                            | 1519      | 1583         | Arzobispo de Canterbury y obispo de Londres                 |
| John Healey                               | 1960      |              | Político británico                                          |
| Derry Irvine, Baron Irvine of Lairg       | 1940      |              | Político                                                    |
| Richard Luce, Baron Luce                  | 1936      |              | Político                                                    |
| Michael Lynch                             | 1965      |              | Fundador de Autonomy Corporation                            |
| Allama Mashriqi                           | 1883      | 1963         | Fundador de Khaksar Tehreek                                 |
| David Mellor                              | 1949      |              | Político británico                                          |
| John Milton                               | 1608      | 1674         | Poeta inglés                                                |
| Louis Mountbatten                         | 1900      | 1979         | Marino y diplomático británico                              |
| Robert Oppenheimer                        | 1904      | 1967         | Físico teórico                                              |
| William Paley                             | 1743      | 1805         | Teólogo y filósofo británico                                |
| Sir John Plumb                            | 1911      | 2001         | Historiador británico                                       |
| Thomas Plume                              | 1630      | 1704         |                                                             |
| Beilby Porteus                            | 1731      | 1809         | Obispo de Chester y de Londres, abolicionista y reformista. |
| Peter Rawlinson, Baron Rawlinson of Ewell | 1919      | 2006         |                                                             |
| Forrest Reid                              | 1875      | 1948         | Novelista y crítico literario.                              |
| Thomas Robinson, 2nd Baron Grantham       | 1738      | 1786         |                                                             |
| Nicholas Saunderson                       | 1682      | 1739         | Matemático británico                                        |
| David Say                                 | 1939      | 2006         | Obispo                                                      |
| Simon Schama                              | 1945      |              | Historiador, autor y presentador de televisión              |
| Jan Smuts                                 | 1870      | 1950         |                                                             |
| C. P. Snow, Baron Snow                    | 1905      | 1980         | Novelista y filósofo                                        |
| Jeffrey Tate                              | 1943      |              | Director de orquesta                                        |
| Andrew Turnbull, Baron Turnbull           | 1945      |              |                                                             |
| Kieran West                               | 1977      |              | Remero y medallista en los Juegos Olímpicos                 |
| Richard Whiteley                          | 1943      | 2005         | Presentador de televisión                                   |
| Rowan Williams                            | 1950      |              | Teólogo, Arzobispo de Canterbury y anglicano                |
| Christopher Zeeman                        | 1925      |              | Matemático británico                                        |